# Gelucourt
Gelucourt (Duits: Gisselfingen) is een gemeente in het Franse departement Moselle (regio Grand Est) en telt 224 inwoners (1999).
De gemeente maakt deel uit van het arrondissement Château-Salins en sinds 22 maart 2015 van het kanton Le Saulnois, toen het kanton Dieuze, waar de gemeenten daarvoor onder viel, erin opging.

## Geschiedenis
Gélucourt / Gisselfingen is gesticht als een tiendenschuur voor de Tempelierscommanderij van de stad Vic-sur-Seille / Wich an der Seille tot het jaar 1264, daarna werd het een eigen commanderij van de Tempeliers. Na de val van de Tempeliers tussen 1307 en 1312 werd het aansluitend, een commanderij van de  Maltezer orde. De kerk van Sint- Odilia is daar nog een herinnering aan.

## Geografie
De oppervlakte van Gelucourt bedraagt 12,2 km², de bevolkingsdichtheid is 18,4 inwoners per km².
De onderstaande kaart toont de ligging van Gelucourt met de belangrijkste infrastructuur en aangrenzende gemeenten.

## Demografie
Onderstaande figuur toont het verloop van het inwonertal (bron: INSEE-tellingen).